# Yuejin NJ-130
Yuejin NJ-130 a fost un camion produs de Nanjing din 1956 până în 1972. Au fost produse și vândute aproximativ 5.000 de unități ale vehiculului. S-a bazat pe camionul GAZ-51, dar exteriorul a fost ușor modificat. Împreună cu camioanele Jiefang C-10 și Jiefang C-30, aceste camioane au fost cele mai populare pe drumurile din China de la începutul anilor 1950 până în anii 1990. Unele dintre aceste camioane sunt încă în uz până în prezent. În primele luni de la lansare, au fost produse și vândute aproximativ 105 unități.
Deși a fost destul de popular în anii săi, din anii 1970, s-a înțeles că camionul era destul de depășit și a fost întrerupt în 1972, cu aproximativ 856 în acești ani. Vehiculul a fost exportat și în Mongolia și Africa, unde a fost, de asemenea, relativ popular. În 1968, camionul a primit motoare modernizate și modernizate, dar era destul de clar că era destul de depășit, ceea ce a dus la întreruperea sa.